# Sudharmia beroni
Espèce
Sudharmia beroni est une espèce d'araignées aranéomorphes de la famille des Liocranidae.

## Distribution
Cette espèce est endémique de Sumatra en Indonésie. Elle se rencontre sur Siberut.

## Description
Le mâle holotype mesure 1,85 mm et la femelle paratype 2,20 mm.

## Étymologie
Cette espèce est nommée en l'honneur de Petar Beron.

## Publication originale
- Deeleman-Reinhold, 2001 : Forest spiders of South East Asia: with a revision of the sac and ground spiders (Araneae: Clubionidae, Corinnidae, Liocranidae, Gnaphosidae, Prodidomidae and Trochanterriidae. Brill, Leiden, p. 1-591.